# 希科里里奇鎮區 (阿肯色州克羅斯縣)
希科里里奇鎮區（英語：Hickory Ridge Township）是位於美國阿肯色州克羅斯縣的一個行政鎮區。

## 地方資料
希科里里奇鎮區的面積為143.39平方千米，當中陸地面積為143.37平方千米，而水域面積為0.02平方千米。根據2010年美國人口普查的數據，當地共有人口498人，而人口密度為每平方千米3.47人。